# Aristotelis
Aristotelis (en griego: Αριστοτέλης) es un municipio de Grecia perteneciente a la unidad periférica de Calcídica de la periferia de Macedonia Central. Su capital es la villa de Ierissos. En su término municipal se incluye la antigua ciudad de Estagira, lugar de nacimiento del filósofo Aristóteles, quien da nombre al municipio.
El municipio se formó en 2011 mediante la fusión de los antiguos municipios de Arnaia, Panagia y Stagira-Akanthos, que pasaron a ser unidades municipales. El municipio tiene un área de 747,015 km².
En 2011 el municipio tiene 18 294 habitantes. La unidad municipal más poblada es Stagira-Akanthos, con 8705 habitantes.
Es el único municipio del país que tiene límites terrestres con el Estado Monástico Autónomo de la Montaña Sagrada.